# 알렉산드르 도브젠코

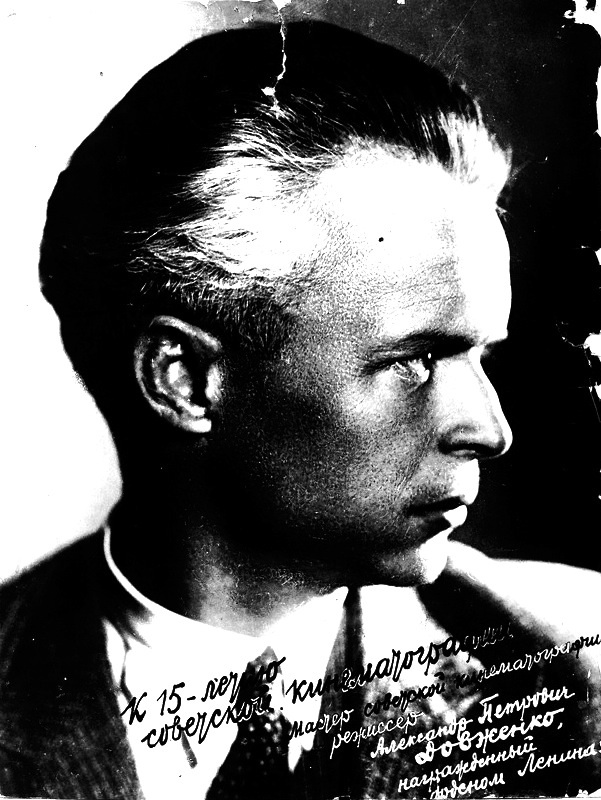

알렉산드르 도브젠코(우크라이나어: Олександр Петрович Довженко, 러시아어: Алекса́ндр Петро́вич Довже́нко, 1894년 9월 10일 ~ 1956년 11월 25일)는 우크라이나계 소련의 영화 제작자, 각본가, 감독이다. 세르게이 예이젠시테인, 지가 베르토프, 프세볼로트 푸돕킨과 함께 소비에트 초기의 가장 중요한 영화 제작자들 중 한 명으로 불린다.

## 영화
- 대지 (1930년 영화)